# Boucan Canot
Boucan Canot ist ein Ort in der Gemeinde Saint-Paul im französischen Übersee-Département Réunion.

## Lage
Der Ort liegt an der Westküste der Insel Réunion im Indischen Ozean. An der Küste ist dem Ort das Kap Boucan Canot vorgelagert, an das sich nach Süden der bekannte Strand von Boucan Canot anschließt. Südlich liegt der größere Ort Saint-Gilles-les-Bains, als dessen Ortsteil Boucan Canot betrachtet wird. Durch Boucan Canot fließt, von Osten kommend, die Ravine Boucan Canot, die hier in den Ozean mündet.
Durch Boucan Canot führt entlang der Küste die Route national 1A.

## Geschichte
Der Name geht auf eine historische Nutzung des Strands durch Fischer zurück, die am Strand kleine Strohhütten, genannt Boucans, errichteten und kleine traditionelle Boote, die Canons, hatten.

## Wirtschaft
Bedingt durch den Strand ist der Ort touristisch geprägt und verfügt über mehrere Hotels und Gaststätten.

## Persönlichkeiten
Der Surfer Jérémy Florès (* 1988) begann als Kind am Strand von Boucan Canot mit dem Surfsport. Ein Teil der Asche des Dichters Jean-Henri Azéma (1913–2000) wurde bei Boucan Canot ins Meer gestreut. Der Bodyboarder Mathieu Schiller (1979–2011) kam bei einem Haiangriff vor Boucan Canot ums Leben.